# Stefan Hardt
Stefan Hardt (* 1957 in Hamburg) ist ein deutscher Komponist, Musiker und Hörspielregisseur.

## Leben
Hardt studierte von 1980 bis 1986 Germanistik und Philosophie in Hamburg und Aix-en-Provence (Dissertation: Tod und Eros beim Essen) und spielte daneben Saxophon und Klavier in verschiedenen Freejazzgruppen.
Ab 1987 arbeitete er als Regieassistent und Autor (literarische Essays & Jazzsendungen) für den Rundfunk, ab 1989 als Regisseur. Zu seinen Arbeiten zählen drei Hörspiele von Samuel Beckett, darunter die Welturaufführung von Esquisse Radiophonique (1993) und drei Hörstücke mit Texten von Daniil Charms, darunter das 2004 mit dem Deutschen Kinderhörspielpreis ausgezeichnete Stück Einfach Schnickschnack.
Ab Mitte der 1990er Jahre wandte sich Hardt wieder verstärkt der Musik zu. Er beschäftigte sich intensiv mit den Kompositionen von Thelonious Monk und Steve Lacy und entwickelte eigene Kompositionen. Als Sopransaxophonist trat er auf mit dem Bildhauer Daniel Depoutot und Musikern wie Paul Lovens, Jean-Jacques Avenel und Irène Aebi.
Sowohl auf seinen CDs als auch auf Veranstaltungen verbindet er immer wieder seine Musik mit Literatur, so zum Beispiel im Oktober 2006 bei der Veranstaltungsreihe Beckett-Initiative in Leipzig. Dort gestaltete er unter dem Titel Samuel Beckett – Klanglese einen Abend im UT Connewitz mit dem Medienkünstler Thomas Janitzky und Originalaufnahmen des Beckett-Übersetzers Elmar Tophoven.
Von 1991 an produzierte Stefan Hardt bei SWR2 in unregelmäßigen Abständen eine einstündige Collage namens Radiophon, bis die Sendung 2021 eingestellt wurde.
Bedingt durch zahnchirurgische Eingriffe beendete Hardt 2012 seine Karriere als Saxophonist und wandte sich anderen Instrumenten zu, wie Melodion, Barockflöten, Portativ und Bassharmonika. Dadurch hat sich inzwischen seine Musik stark verändert. Improvisationen werden zwar noch als Material verwendet, dann jedoch in einem kompositorischen Prozess schichtweise montiert. Hardt interessieren Interferenzen, Schwebungen und die aus der Überlagerung gleicher Töne entstehenden Reibungen. Zudem sieht er Pausen als eigenständige musikalische Bausteine an.
2012 entstand im Rahmen der Regionale in Hégenheim die »exhibition music« Stimmgang, eine Installation mit einem knapp vierstündigen Loop aus Wassertropfen, Musik und Texten.
Stefan Hardt hat einen Blog, in dem jede neue CD mithilfe von Hörbeispielen, Texten (deutsch und englisch) und Fotos vorgestellt wird.
Hardt lebt in Straßburg.

## Auszeichnungen
- 1993: 1. Preis in der Kategorie Regie beim Internationalen Hörspielwettbewerb Moskau
- Dezember 1995: Hörspiel des Monats für Alex[5]
- 1998: Prix Marulic (3. Platz) für Nothschrei eines Magnetisch-Vergifteten[6]
- November 2002: Hörspiel des Monats für Einfach Schnickschnack[7]
- 2004: Deutscher Kinderhörspielpreis für Einfach Schnickschnack[7]

## Hörspielregiearbeiten
Stefan Hardt hat Regie geführt bei folgenden Hörspielen:
- 1990: De La Soul. Von der Seele des Hörspiels in hiphop, rock und jazz, von Stefan Hardt, Südwestfunk[10]
- 1991: Kitsch von John von Düffel, Radio Bremen[11]
- 1991: Lady sings the Blues. Billie Holiday erinnert sich von Billie Holiday/Stefan Hardt, Radio Bremen[12]
- 1992: Boulevard von Dietmar Guth, Radio Bremen[13]
- 1993: Das Erbe des Schnüfflers von Elmar Podlech, Hessischer Rundfunk[14]
- 1993: Esquisse Radiophonique von Samuel Beckett, Radio Bremen / Sender Freies Berlin / Bayerischer Rundfunk / Saarländischer Rundfunk[15]
- 1993: FALLEN FÄLLE WIE SIE FALLEN von Daniil Charms, Radio Bremen / Hessischer Rundfunk[16]
- 1993: Schwarze Paradiese von Rosa Liksom, Südwestfunk[17]
- 1994: Ich wünsche mir jede Nacht einen Traum. Mord – Versuch in vier Stimmen von Michael Farin, Bayerischer Rundfunk[18]
- 1994: Il Gufo – Der Henker von Sasso Fetore von John Hawkes, Hessischer Rundfunk[19]
- 1995: Words and Music von Samuel Beckett, Bayerischer Rundfunk[20]
- 1995: Alex von Simone Schneider, Bayerischer Rundfunk / Deutschlandradio Berlin[5]
- 1995: Cascando von Samuel Beckett, Bayerischer Rundfunk[21]
- 1997: Nothschrei eines Magnetisch-Vergifteten von Friedrich Krauß, Radio Bremen[6]
- 1998: Die Seife von Francis Ponge, Süddeutscher Rundfunk[22]
- 2000: Sex II von Sibylle Berg, Südwestrundfunk[23]
- 2002: Einfach Schnickschnack von Daniil Charms, Hessischer Rundfunk/Norddeutscher Rundfunk[7]
- 2003: Washman von Pickney Benedict, Hessischer Rundfunk[24]
- 2004: Hocker Tischchen Fässchen, Folge 23: Wurfsendungen von Daniil Charms, Deutschlandradio

## Diskographie
Stefan Hardt hat bisher, neben zahlreichen Mini-CDs (ab 2011), folgende CDs produziert:
- 2002: Unter Glas - mit einem Gedicht von Gottfried Benn & einer Hommage an Marcel Duchamp
- 2002: Espace Pantin
- 2002: Trifling Stagger – mit einem Gedicht von Samuel Beckett
- 2004: Langmut und eine längere Reise – mit Texten von Ror Wolf.
- 2004: Rimane molto - Hommage an Steve Lacy.
- 2004: Unspeakable home
- 2005: Migrants
- 2005 Le Dedale
- 2005: Feint
- 2006: Daniel Depoutot
- 2006: On the Brink
- 2006: Il n´ya rien à pleurer - Hommage à Beckett
- 2007: Le Bois
- 2007: Die Ablösung - mit Gedichten von Samuel Beckett
- 2007: Walkabout
- 2007: Pulse
- 2007: Sounder for the Way
- 2008: Mouth of Time - mit einem Gedicht von Paul Celan
- 2008: Herzbahn - mit Texten von Ror Wolf, Daniil Charms, Franz Kafka
- 2008: Unforeknown – mit einer Hommage an Michael Hamburger
- 2009: In Transition – mit einer Hommage an Peter Handke
- 2009: Celestial Walk
- 2009: Package Story
- 2010: Fudochishinmyoroku
- 2010: Untrammeled – mit Gedichten von Paul Celan
- 2010: Kleine Inseln
- 2011: Waves Of Probability
- 2012: Lichtputzer I
- 2012: Lichtputzer II
- 2012: Zeidler I
- 2012: Zeidler II – mit einem Gedicht von Michael Hamburger
- 2012: Stimmgang
- 2013: Säumer I
- 2013 Säumer II – mit einem Gedicht von Günter Eich & einer Hommage an Adalbert Stifter
- 2013: Zeichenschläger I – mit Gedichten von Ernst Jandl
- 2013: Zeichenschläger II
- 2014: Empty Music I – Hommage an Radu Malfatti
- 2014: Empty Music II - Hommage an Uwe Johnson
- 2014: Empty Music III – Hommage an Jürgen Albrecht
- 2014: Luftsilber
- 2015: Angels I-IV – Hommage an Rainer Maria Rilke, Paul Klee, Tanikawa Shuntaro & Philippe Jaccottet
- 2016: Colors Of Wonder
- 2016: Stones´ Bliss
- 2016: Portare
- 2017: Meistern und Vergessern: Geschwister
- 2019: The Voice In Between
- 2019: Die Kunst ist ein Mittel für eine andere Kunst – Hommage an Thomas Bernhard
- 2020: Chladni ou le galbe – Hommage an Pierre Soulages
- 2021: Stonehouse – mit einem Gedicht von Stonehouse